# Sandrine Bailly
Pour les articles homonymes, voir Sandrine Bailly (homonymie) et Bailly.
Sandrine Bailly, née le 25 novembre 1979 à Belley (Ain), est une biathlète française.

## Biographie
Sandrine Bailly débute les sports d'hiver par le ski de fond pendant son enfance. Arrivée dans la catégorie juniors, Sandrine s'oriente vers le biathlon en 1995 et entre alors en équipe de France. Elle commence à disputer ses premières compétitions de biathlon au niveau national puis européen. Les bonnes performances arrivent peu à peu jusqu'à remporter le classement général de la Coupe d'Europe juniors. Dans les grands championnats juniors, elle obtient plusieurs places d'honneur mais ne remporte pas de médaille. Elle progresse cependant et participe à la Coupe d'Europe sénior. En mars 2000, la Française effectue même sa première apparition en Coupe du monde seniors à Lahti en Finlande en obtenant une 49e position sur l'Individuel. Elle s'affirme lentement et fait de régulières apparitions en Coupe du monde. Ainsi, en 2001, lors de sa première saison complète parmi les meilleures biathlètes mondiales, elle remporte, à la surprise générale, sa première victoire lors d'un Individuel disputé à Antholz-Anterselva grâce à un 19/20 au tir. Elle se paye même le luxe de devancer sa compatriote Corinne Niogret et la Suédoise Magdalena Forsberg, qui dominent alors le circuit.
Elle réalise par la suite quelques podiums et se qualifie pour les Jeux olympiques de Salt Lake City en 2002. Malgré de bons résultats (7e du sprint et 17e de la poursuite), Sandrine ne remporte aucune médaille lors de sa première participation. Elle entame alors la saison 2002-2003 avec de nouvelles ambitions. Après quelques podiums et une victoire en Coupe du monde, « Sansan » comme elle est surnommée, remporte la médaille d'or de la poursuite lors des Championnats du monde 2003 à Khanty-Mansiysk (Russie). Après une course et un sprint final épique avec l'Allemande Martina Glagow, elle est déclarée vainqueur ex aequo avec la biathlète de l'outre-Rhin, la photo-finish n'ayant pu les départager. Elle confirme cette victoire en remportant le bronze lors de la mass-start.
S'affirmant comme l'une des toutes meilleures biathlètes du circuit mondial, elle remporte de nombreuses autres victoires lors des saisons 2003-2004 et 2004-2005. Lors de cette dernière, elle remporte même le classement général de la Coupe du monde et succède, neuf ans après, à la dernière victoire française d'Emmanuelle Claret. Il faudra attendre dix-huit ans pour voir une autre française remporter le gros globe de cristal, avec Julia Simon.
Elle participe pour la deuxième fois aux Jeux olympiques en 2006 à Turin (Italie). Malgré son statut qui fait d'elle une des favorites, elle ne remporte pas de médaille individuelle. Elle remporte cependant la médaille de bronze au titre du relais féminin. Lors de l'épreuve, elle effectue une ultime boucle très rapide pour dépasser la Biélorusse Olena Zubrilova et lui subtiliser la troisième place.
À partir de 2007, Sandrine Bailly décide de poursuivre sa carrière avec l'objectif ultime des Jeux olympiques de 2010 de Vancouver, qui pourraient lui apporter la seule récompense qui manque à son palmarès : une médaille olympique individuelle. Deuxième du classement général de la Coupe du monde en 2008, elle prend ses distances avec le circuit mondial après plusieurs contre-performances au début de la saison 2008-2009.
Le 23 février 2010, lors des Jeux olympiques de 2010, à Vancouver, au Canada, elle annonce sa retraite sportive. Elle précise vouloir disputer encore quelques épreuves de coupe du monde avant de raccrocher définitivement les skis. Elle obtient son meilleur résultat individuel de cette édition lors de la mass-start en terminant septième. Lors du relais, qu'elle dispute avec Sylvie Becaert, Marie-Laure Brunet et Marie Dorin, elle part en troisième position, à 1 minute 05 de la tête occupée par les Russes, et environ vingt secondes des Allemandes. Elle parvient à doubler la dernière relayeuse allemande, Andrea Henkel, dans le dernier tour. À 30 ans, la biathlète remporte ainsi une médaille d'argent avec le relais tricolore féminin pour ses derniers Jeux olympiques.
Le 27 mars 2010, elle achève sa carrière avec une deuxième place lors d'une mass start à Khanty-Mansiysk, endroit même où elle avait remporté son premier titre.

## Palmarès

### Jeux olympiques d'hiver
| Épreuve / Édition                   | Individuel | Sprint | Poursuite | Mass start                       | Relais                              |
| Jeux olympiques 2002 Salt Lake City | -          | 7e     | 17e       | Épreuve inexistante à cette date | 9e                                  |
| Jeux olympiques 2006 Turin          | 6e         | 6e     | 12e       | 10e                              | Médaille de bronze, Jeux olympiques |
| Jeux olympiques 2010 Vancouver      | 52e        | 15e    | 27e       | 7e                               | Médaille d'argent, Jeux olympiques  |

Légende :
- : première place, médaille d'or
- : deuxième place, médaille d'argent
- : troisième place, médaille de bronze
- : Épreuve non olympique
- - : Non disputée par Bailly

### Championnats du monde
| Mondiaux \ Épreuve        | Individuel               | Sprint                   | Poursuite                | Mass start                | Relais                    | Relais mixte                     |
| 2001 Pokljuka             | 35e                      | -                        | -                        | -                         | 5e                        | Épreuve inexistante à cette date |
| 2002 Oslo                 | JO Salt Lake City        | JO Salt Lake City        | JO Salt Lake City        | 6e                        | JO Salt Lake City         | Épreuve inexistante à cette date |
| 2003 Khanty-Mansiysk      | 20e                      | 7e                       | Médaille d'or, monde     | Médaille de bronze, monde | 5e                        | Épreuve inexistante à cette date |
| 2004 Oberhof              | 4e                       | 5e                       | 12e                      | Médaille de bronze, monde | 5e                        | Épreuve inexistante à cette date |
| 2005 Hochfilzen Khanty-M. | 4e                       | 4e                       | 9e                       | 9e                        | 4e                        | 6e                               |
| 2006 Pokljuka             | Jeux olympiques de Turin | Jeux olympiques de Turin | Jeux olympiques de Turin | Jeux olympiques de Turin  | Jeux olympiques de Turin  | Médaille de bronze, monde        |
| 2007 Antholz              | 9e                       | 9e                       | 30e                      | 23e                       | Médaille d'argent, monde  | Médaille d'argent, monde         |
| 2008 Östersund            | 26e                      | 5e                       | 5e                       | 12e                       | Médaille de bronze, monde | -                                |
| 2009 Pyeongchang          | 9e                       | 10e                      | 40e                      | 27e                       | Médaille de bronze, monde | -                                |

Légende :
- : première place, médaille d'or
- : deuxième place, médaille d'argent
- : troisième place, médaille de bronze
- : Épreuve inexistante
- - : non disputée par Bailly.

### Coupe du monde
- 1 gros globe de cristal en 2005.
- 2 petits globes de cristal
  - Vainqueur du classement de la poursuite en 2005 et 2008.
- 69 podiums[9] :
  - 42 podiums individuels : 20 victoires, 15 deuxièmes places et 7 troisièmes places.
  - 25 podiums en relais : 4 victoires, 9 deuxièmes places et 12 troisièmes places.
  - 2 podiums en relais mixte : 1 deuxième place et 1 troisième place.

#### Classements en Coupe du monde
| Saison    | Individuel | Individuel | Individuel | Sprint  | Sprint | Sprint   | Poursuite | Poursuite | Poursuite | Mass start | Mass start | Mass start | Général | Général | Général  |
| Saison    | Courses    | Points     | Position   | Courses | Points | Position | Courses   | Points    | Position  | Courses    | Points     | Position   | Courses | Points  | Position |
| --------- | ---------- | ---------- | ---------- | ------- | ------ | -------- | --------- | --------- | --------- | ---------- | ---------- | ---------- | ------- | ------- | -------- |
| 1999-2000 | 1/4        | -          | nc         | 0/8     |        |          | 1/9       | -         | nc        | 0/4        |            |            | 2/23    | -       | nc       |
| 2000-2001 | 3/4        | 59         | 13e        | 8/10    | 70     | 30e      | 5/7       | 26        | 36e       | 3/4        | 39         | 25e        | 19/25   | 194     | 28e      |
| 2001-2002 | 3/4        | 22         | 34e        | 7/8     | 138    | 11e      | 7/7       | 110       | 20e       | 2/3        | 64         | 8e         | 19/22   | 334     | 15e      |
| 2002-2003 | 3/3        | 57         | 11e        | 9/9     | 216    | 7e       | 7/7       | 180       | 5e        | 4/4        | 97         | 8e         | 23/23   | 570     | 6e       |
| 2003-2004 | 2/3        | 40         | 19e        | 10/10   | 328    | 2e       | 9/9       | 293       | 3e        | 4/4        | 104        | 4e         | 25/26   | 788     | 3e       |
| 2004-2005 | 3/4        | 90         | 4e         | 10/10   | 294    | 2e       | 9/9       | 322       | 1re       | 4/4        | 110        | 4e         | 26/27   | 847     | 1re      |
| 2005-2006 | 2/3        | 74         | 5e         | 9/10    | 242    | 4e       | 6/8       | 221       | 3e        | 5/5        | 134        | 6e         | 22/26   | 674     | 4e       |
| 2006-2007 | 4/4        | 58         | 18e        | 10/10   | 254    | 5e       | 7/7       | 131       | 13e       | 6/6        | 83         | 13e        | 27/27   | 530     | 8e       |
| 2007-2008 | 3/3        | 46         | 13e        | 10/10   | 318    | 2e       | 8/8       | 300       | 1re       | 5/5        | 109        | 9e         | 26/26   | 804     | 2e       |
| 2008-2009 | 4/4        | 80         | 17e        | 7/10    | 143    | 22e      | 5/7       | 50        | 39e       | 3/5        | 83         | 20e        | 19/26   | 356     | 23e      |
| 2009-2010 | 2/4        | 15         | 58e        | 9/10    | 229    | 13e      | 4/6       | 105       | 21e       | 4/5        | 143        | 6e         | 19/25   | 492     | 16e      |

#### Détail des victoires individuelles
| Saison / Épreuve | Individuel         | Sprint              | Poursuite                                | Mass start | Total |
| 2000-2001        | Antholz-Anterselva |                     |                                          |            | 1     |
| 2002-2003        |                    | Holmenkollen        | Khanty-Mansiïsk (Ch du monde)            |            | 2     |
| 2003-2004        |                    | Kontiolahti Brezno  | Hochfilzen Brezno                        |            | 4     |
| 2004-2005        |                    | Östersund Pokljuka  | Holmenkollen Antholz-Anterselva Pokljuka | Pokljuka   | 6     |
| 2005-2006        |                    | Ruhpolding          | Pokljuka                                 |            | 2     |
| 2006-2007        |                    | Ruhpolding          |                                          |            | 1     |
| 2007-2008        |                    | Hochfilzen Pokljuka | Hochfilzen Pyeongchang                   |            | 4     |
| Total            | 1                  | 9                   | 9                                        | 1          | 20    |

### Championnats du monde de biathlon d'été
- Médaille d'or du relais mixte en 2008.

## Distinctions
Officier de l'Ordre national du Mérite en 2010.

## Liens  externes
- Ressources relatives au sport :   - Biathlon.com.ua
  - CIO
  - EspritBleu
  - Munzinger
  - Olympedia
  - Union internationale de biathlon
- (fr) Site officiel de Sandrine Bailly.